# Fine Line (album)
Fine Line là album phòng thu thứ hai của ca sĩ người Anh Harry Styles, được phát hành vào ngày 13 tháng 12 năm 2019 bởi Columbia và Erskine Records. Bốn đĩa đơn đã được phát hành từ album là "Lights Up", "Adore You", "Falling" và "Watermelon Sugar"  Fine Line đạt đỉnh ở vị trí thứ ba trên Bảng xếp hạng album của Vương quốc Anh và quán quân trên Billboard 200, khiến nó trở thành album quán quân thứ hai liên tiếp của Styles ở Hoa Kỳ. Album có tuần tiêu thụ lớn thứ ba năm 2019 tại Mỹ và đạt nhiều kỷ lục khi ra mắt, phá kỷ lục của nam nghệ sĩ người Anh kể từ khi Nielsen SoundScan. Đây là album quán quân cuối cùng của thập niên 2010 và cũng là quán quân đầu tiên trên Billboard 200 vào thập niên 2020. Fine Line bao gồm các thể loại rock, pop và pop rock, với các yếu tố prog-pop, psychedelic pop, dân ca, soul, funk và indie pop.
Fine Line đã nhận được những đánh giá tích cực. Tại Metacritic, album được xếp vào nhóm xếp hạng bình thường trong số 100 đánh giá từ các nhà phê bình chuyên nghiệp, album có điểm trung bình là 76 trên 100, dựa trên 20 đánh giá.
| Đánh giá chuyên môn | Đánh giá chuyên môn |
| Điểm trung bình     | Điểm trung bình     |
| Nguồn               | Đánh giá            |
| ------------------- | ------------------- |
| AnyDecentMusic?     | 7.2/10              |
| Metacritic          | 76/100              |
| Nguồn đánh giá      |                     |
| Nguồn               | Đánh giá            |
| AllMusic            | [ 6 ]               |
| The A.V. Club       | B+                  |
| The Daily Telegraph | [ 8 ]               |
| The Guardian        | [ 9 ]               |
| The Independent     | [ 10 ]              |
| NME                 | [ 11 ]              |
| Now                 | [ 12 ]              |
| Pitchfork           | 6.0/10              |
| Rolling Stone       | [ 14 ]              |
| Slant Magazine      | [ 15 ]              |

## Danh sách bài hát
| STT              | Nhan đề                      | Sáng tác                                             | Producer(s)               | Thời lượng |
| ---------------- | ---------------------------- | ---------------------------------------------------- | ------------------------- | ---------- |
| 1.               | "Golden"                     | Harry Styles Thomas Hull Tyler Johnson Mitch Rowland | Johnson Kid Harpoon [a]   | 3:28       |
| 2.               | "Watermelon Sugar"           | Styles Hull Johnson Rowland                          | Harpoon Johnson           | 2:53       |
| 3.               | "Adore You"                  | Styles Hull Johnson Amy Allen                        | Harpoon Johnson [a]       | 3:27       |
| 4.               | "Lights Up"                  | Styles Hull Johnson                                  | Johnson Harpoon [b]       | 2:52       |
| 5.               | "Cherry"                     | Styles Hull Johnson Sammy Witte Jeff Bhasker         | Johnson Harpoon [b] Witte | 4:19       |
| 6.               | "Falling"                    | Styles Hull                                          | Harpoon Johnson [b]       | 4:00       |
| 7.               | "To Be So Lonely"            | Styles Hull Rowland Johnson                          | Harpoon Johnson           | 3:12       |
| 8.               | "She"                        | Styles Hull Rowland Bhasker                          | Harpoon Johnson [a]       | 6:02       |
| 9.               | "Sunflower, Vol. 6"          | Styles Hull Greg Kurstin                             | Kurstin                   | 3:41       |
| 10.              | "Canyon Moon"                | Styles Hull Rowland                                  | Harpoon Johnson [b]       | 3:09       |
| 11.              | "Treat People with Kindness" | Styles Bhasker Ilsey Juber                           | Bhasker                   | 3:17       |
| 12.              | "Fine Line"                  | Styles Hull Rowland Johnson Witte                    | Harpoon Johnson           | 6:17       |
| Tổng thời lượng: | Tổng thời lượng:             | Tổng thời lượng:                                     | Tổng thời lượng:          | 46:37      |

## Xếp hạng

### Xếp hạng hàng tuần
| Bảng xếp hạng (2019–2020)                | Vị trí cao nhất |
| ---------------------------------------- | --------------- |
| Argentine Albums (CAPIF)                 | 1               |
| Album Úc (ARIA)                          | 1               |
| Album Áo (Ö3 Austria)                    | 9               |
| Album Bỉ (Ultratop Vlaanderen)           | 4               |
| Album Bỉ (Ultratop Wallonie)             | 28              |
| Album Canada (Billboard)                 | 1               |
| Croatia International Albums (HDU)       | 1               |
| Album Cộng hòa Séc (ČNS IFPI)            | 4               |
| Album Đan Mạch (Hitlisten)               | 4               |
| Album Hà Lan (Album Top 100)             | 1               |
| Estonian Albums (Eesti Ekspress)         | 2               |
| Album Phần Lan (Suomen virallinen lista) | 5               |
| French Albums (SNEP)                     | 36              |
| Album Đức (Offizielle Top 100)           | 14              |
| Greek Albums (IFPI Greece)               | 2               |
| Album Hungaria (MAHASZ)                  | 16              |
| Icelandic Albums (Tonlist)               | 2               |
| Album Ireland (IRMA)                     | 1               |
| Album Ý (FIMI)                           | 7               |
| Album Nhật Bản (Oricon)                  | 52              |
| Lithuanian Albums (AGATA)                | 1               |
| Mexican Albums (AMPROFON)\|              | 1               |
| Album New Zealand (RMNZ)                 | 1               |
| Album Na Uy (VG-lista)                   | 2               |
| Album Ba Lan (ZPAV)                      | 5               |
| Album Bồ Đào Nha (AFP)                   | 1               |
| Album Scotland (OCC)                     | 3               |
| Slovak Albums (ČNS IFPI)                 | 9               |
| South Korean Albums (Gaon)               | 40              |
| Album Tây Ban Nha (PROMUSICAE)           | 6               |
| Album Thụy Điển (Sverigetopplistan)      | 1               |
| Album Thụy Sĩ (Schweizer Hitparade)      | 6               |
| Album Anh Quốc (OCC)                     | 3               |
| Album Hoa Kỳ Billboard 200               | 1               |

### Xếp hạng cuối năm
| Bảng xếp hạng (2019)              | Vị trí |
| --------------------------------- | ------ |
| Australian Albums (ARIA)          | 42     |
| Mexican Albums (AMPROFON)         | 24     |
| UK Albums (OCC)                   | 90     |
| US Top 10 Albums (Total Sales)    | 5      |
| US Top 10 Albums (Physical Sales) | 5      |

## Chứng nhận
| Quốc gia | Chứng nhận | Số đơn vị/doanh số chứng nhận |
| --- | ---------- | ----------------------------- |
| Úc (ARIA) | Gold       | 35.000‡                       |
| Brasil (Pro-Música Brasil) | Gold       | 20.000‡                       |
| Đan Mạch (IFPI Đan Mạch) | Gold       | 10.000‡                       |
| México (AMPROFON) | Gold       | 30.000‡                       |
| New Zealand (RMNZ) | Platinum   | 15.000‡                       |
| Na Uy (IFPI) | Gold       | 10.000*                       |
| Ba Lan (ZPAV) | Gold       | 10.000‡                       |
| Anh Quốc (BPI) | Gold       | 100.000‡                      |
| Hoa Kỳ (RIAA) | Platinum   | 1.000.000‡                    |
| * Chứng nhận dựa theo doanh số tiêu thụ. ^ Chứng nhận dựa theo doanh số nhập hàng. ‡ Chứng nhận dựa theo doanh số tiêu thụ và phát trực tuyến. |            |                               |

## Lịch sử phát hành
| Quốc gia | Ngày                      | Định dạng                        | Phiên bản  | Hãng đĩa         | Ng.                  |
| -------- | ------------------------- | -------------------------------- | ---------- | ---------------- | -------------------- |
| Toàn cầu | Ngày 13 tháng 12 năm 2019 | Digital download streaming CD LP | Tiêu chuẩn | Columbia Erskine | [ 64 ] [ 65 ] [ 66 ] |
| Toàn cầu | Ngày 13 tháng 12 năm 2019 | CD                               | Sang trọng | Columbia Erskine | [ 67 ]               |